# 野本圭
野本 圭（のもと けい、1984年7月7日 - ）は、岡山県岡山市南区出身の元プロ野球選手（外野手、内野手）。左投左打。現在は中日ドラゴンズのスカウトを務めている。

## 経歴

### プロ入り前
小学1年生でソフトボールを始め、岡山市立芳泉中学校では軟式野球部に所属。岡山南高校では、1年夏にレギュラーになると、2年春に県大会優勝、中国大会ベスト4。秋からは4番として定着するが、3年夏の県大会では2回戦で敗退し、甲子園の出場経験はない。
駒澤大学に進学。野球部では東都大学リーグ通算66試合出場、222打数71安打、打率.320、7本塁打、36打点。1年春からリーグ戦に出場するが、股関節と腰を痛めて2年春までは出場機会がなく、レギュラーに定着したのは3年春から。3年の時には中日で同僚であった新井良太（現・阪神育成コーチ）と3番・4番のクリーンナップ、1年遅れで同僚となる大島洋平とは右中間をそれぞれ担っていた。大学4年時、世界大学野球選手権大会のリーグ戦4試合で首位打者を獲得したのを皮切りに、インターコンチネンタルカップ、アジア大会の2大会にも、日本代表として出場する。また、東都大学リーグでも、春季の1本塁打から秋季は5本塁打を記録する成長を見せ、通算でも3度のベストナインを獲得するなどドラフト上位候補に値する活躍を見せたが、野本は早くから日本通運への入社を内定させていたため、プロの球団は指名を見送るほかなかった。
日本通運では入社1年目の2007年から外野のレギュラーの座を確保して活躍し、都市対抗野球・日本選手権に出場。同年台湾で行なわれたIBAFワールドカップにもアマ日本代表として選出され、アマチュア日本代表の外野手の座を不動のものとする。2008年もチームの主力として、都市対抗野球・日本選手権の両大会に出場し、JABA北海道大会ではMVPに選出された。日本通運在籍中の2年間で体重が5kg増加し、トーナメント戦での一発勝負の厳しさを学んだことで精神面も成長。プロからは即戦力として高く評価された。同年のドラフト会議で、中日ドラゴンズと東北楽天ゴールデンイーグルスの1位指名が競合。抽選の末に中日が交渉権を獲得した。その後、12月4日に中日と契約金1億円（出来高払い5000万円）、年俸1500万円（いずれも金額は推定）で仮契約し、入団。中日は落合博満監督（当時）が直々に1位指名を命じた。

### プロ入り後
2009年の春季キャンプでは一軍メンバーに帯同。オープン戦では終盤に左脚を痛めて戦線離脱したが、開幕一軍入りを果たす。4月3日の開幕戦（横浜ベイスターズ戦）で5回に井上一樹に代わって右翼手で公式戦初出場。翌4月4日にはスタメン出場し、初安打はライアン・グリンから放った本塁打であった。チームが勝利したため、プロ初のお立ち台、ヒーローインタビューを受けるデビューとなった。その後、6月9日に開幕時から一軍に帯同していたことによる疲れのリフレッシュなどを理由に一軍登録を抹消された。7月3日に一軍に復帰。クライマックスシリーズでは、第1ステージには同点を阻む好返球を見せたり、第2ステージには相手チームを突き放す3ラン本塁打を放ったりと、攻守にわたる活躍を見せた。11月5日、この年で現役を引退した井上がつけていた背番号9を継承。またシーズン終了後にはプロ2年目の選手としては異例の「選手会会計」にも任命された。
2010年は外野のレギュラー定着を狙ったものの、打率.218と打撃不振で安打52に対して三振53と三振が安打数を上回る結果となってしまった。18打席連続無安打など長期不振も多かったが、一年間一度も登録抹消されることなく一軍に帯同し、本塁打は前年の倍になる4本とパンチ力は披露した。読売ジャイアンツの東野峻と相性が良く、8月18日の巨人戦（ナゴヤドーム）に、絶不調だったにもかかわらず好調だった堂上剛裕を外してまでスタメン起用され、試合を決める2点タイムリーを放ち結果を出した。クライマックスシリーズファイナルステージ第3戦では、代打で登場し、同点に追い付く2ラン本塁打を打っている。
2011年はキャンプから二軍スタートで初の開幕二軍スタートとなった。しかし、4月30日に一軍昇格。当初は中堅手としての出場が多かったが、ジョエル・グスマンの不振やトニ・ブランコの怪我などで右翼手としての出場が多くなる。シーズン後半は中堅手・大島洋平、右翼手・平田良介の起用が多く、控えに回ることが多かったが、和田一浩が登録抹消された際は、左翼手でのスタメン起用もあった。最終的には大島や平田に水をあけられてしまい、打率.226、2本塁打、15打点とまたしても物足りない成績に終わった。前年同様、三振数（40）が安打数（36）を上回った。
2012年はキャンプは一軍スタートだったが、終盤に右ふくらはぎの筋膜炎で開幕は二軍で迎える。4月14日に一軍昇格するが、25日に山崎武司とともにインフルエンザB型に感染していたことが判明し、登録抹消された。その後、松井佑介と一軍に昇格した。試合を決める二塁打を打つなど序盤は好調でスタメンもあったが、平田の復帰、堂上剛の台頭により代打出場が主になり、プロ入り最低の49試合と物足りないシーズンとなったが、貴重な左の代打として活躍。打率は自己最高を記録した。
2013年の春季キャンプは二軍スタート。キャンプの途中で一軍に合流するも、開幕は二軍で迎える。4月17日のウエスタン・リーグの阪神タイガース戦で負傷し、右肋骨を亀裂骨折するも、5月7日のウエスタン・リーグの阪神戦で試合復帰した。5月10日に一軍昇格。しかし、その後は結果を残せず、一軍に定着することができず、プロ入り最低の14試合出場に終わった。契約更改では、減額制限いっぱいの25％減の600万減1800万円でサインした。また、高橋周平と背番号を交換する形で背番号を31に変更した。「選手会会計」を退任して「選手会副会長」に就任した。
2014年の春季キャンプは一軍スタート。キャンプではずっと一軍に帯同し、オープン戦でも結果を残し、開幕一軍入りを果たした。4月1日の阪神戦（京セラドーム大阪）にて8回に代打で出場し、自身3年ぶりとなる3ラン本塁打を打った。しかし、調子は長続きせず、またしても物足りない成績に終わった。
2015年は激化した外野手争いの中で、出場機会を確保できず、わずか9試合の出場に終わった。
2016年は開幕を二軍で迎えたが、4月29日に一軍に昇格。左の代打として48試合に出場した。
2017年は代打要員として出場した。しかし前年より出場機会が減少した。
2018年はこの年より内野手登録となるも、殆ど二軍で過ごし、8試合の出場に留まった。9月27日、今季限りでの現役引退を発表した。9月29日の阪神戦（ナゴヤドーム）で浅尾拓也とともに引退試合とセレモニーを開催、最終打席は8回裏岡田俊哉の代打で登場、藤浪晋太郎と対戦し、一ゴロで現役生活を終えた。12月2日、自由契約公示された。

### 引退後
2019年より中日球団のスカウトに就任。中国・四国地区の担当として活動している。

## 選手としての特徴

### 打撃
2009年に一軍打撃コーチ兼内野手として野本を指導した立浪和義は「打撃の際に腕が伸びてしまうことによって、速球に苦んでいる」と分析している。その反面半速球には強いという。

### 守備・走塁
50m走6秒1の俊足だが、盗塁は通算1個。
守備面では球際に強く、2011年5月26日の日本ハム戦(ナゴヤドーム)で、糸井嘉男の右中間への抜ければ二塁打もしくは三塁打という打球をダイビングキャッチ。勝利につながるプレーを見せた。落合博満監督からも｢すべての流れを作ったのは、野本のダイビング。それに尽きる｣と絶賛された。また、弱肩ではあるが、送球は正確。

## 人物
同学年であり同じ外野手である長野久義を、大学時代からの良きライバルとして挙げている。大学時代、長野は日本大学に所属しており、共に東都大学リーグでプレー。当時は、長野が4年時に、リーグで10年ぶりとなる2季連続首位打者を獲得しており、野本も前述の好成績を残していたとはいえ、長野の影に隠れる形となっていた。社会人時代も、長野はHondaに所属し、同じ埼玉県に加盟するチームで戦ってきた。一方、日本代表では長野と同じチームでプレー。2006年のアジア大会では、全員がプロ野球選手の韓国を相手に、野本が柳賢振からタイムリーヒットを打ち、長野が呉昇桓からサヨナラ本塁打を打つ活躍で勝利に貢献。チームメートとしてプレーして以来、グラウンドを離れれば親友のような関係である。
プロ入り2年目の2010年からは個人応援歌が作られたが、比較的、曲の内容がオーソドックスな物が多い中日の選手では珍しいタイプである。更に2011年に入ってからは、外野スタンドでサッカーのように飛び跳ねて応援している一角も見受けられていた。2015年からの個人応援歌は生沢佑一の「ひといきつきながら」の替え歌である。
引退試合に際しては、浅尾拓也が引退会見を行った後に打席に立つように依頼されたが、野本自身は「タクの邪魔をしたくない」との理由から最初は断った。しかしその後、浅尾から改めて「一緒に出よう」と提案されたことで、同じ日に引退試合が行われることになった。

## 詳細情報

### 年度別打撃成績
| 年 度     | 球 団     | 試 合 | 打 席 | 打 数 | 得 点 | 安 打 | 二 塁 打 | 三 塁 打 | 本 塁 打 | 塁 打 | 打 点 | 盗 塁 | 盗 塁 死 | 犠 打 | 犠 飛 | 四 球 | 敬 遠 | 死 球 | 三 振 | 併 殺 打 | 打 率 | 出 塁 率 | 長 打 率 | O P S |
| --------- | --------- | ----- | ----- | ----- | ----- | ----- | -------- | -------- | -------- | ----- | ----- | ----- | -------- | ----- | ----- | ----- | ----- | ----- | ----- | -------- | ----- | -------- | -------- | ----- |
| 2009      | 中日      | 64    | 191   | 175   | 17    | 44    | 6        | 1        | 2        | 58    | 13    | 1     | 0        | 6     | 0     | 6     | 1     | 4     | 34    | 3        | .251  | .292     | .331     | .623  |
| 2010      | 中日      | 118   | 277   | 238   | 17    | 52    | 7        | 2        | 4        | 75    | 27    | 0     | 1        | 9     | 3     | 26    | 2     | 1     | 53    | 3        | .218  | .295     | .315     | .610  |
| 2011      | 中日      | 78    | 174   | 159   | 18    | 36    | 8        | 2        | 2        | 54    | 15    | 0     | 0        | 2     | 1     | 6     | 0     | 6     | 40    | 3        | .226  | .279     | .340     | .619  |
| 2012      | 中日      | 49    | 73    | 68    | 6     | 18    | 3        | 0        | 0        | 21    | 5     | 0     | 0        | 0     | 0     | 4     | 0     | 1     | 12    | 0        | .265  | .315     | .309     | .624  |
| 2013      | 中日      | 14    | 19    | 18    | 0     | 3     | 0        | 0        | 0        | 3     | 2     | 0     | 0        | 1     | 0     | 0     | 0     | 0     | 7     | 0        | .167  | .167     | .167     | .333  |
| 2014      | 中日      | 45    | 72    | 63    | 5     | 14    | 4        | 0        | 1        | 21    | 13    | 0     | 0        | 1     | 1     | 5     | 0     | 2     | 10    | 2        | .222  | .296     | .333     | .629  |
| 2015      | 中日      | 10    | 16    | 14    | 1     | 2     | 1        | 0        | 0        | 3     | 0     | 0     | 0        | 0     | 0     | 2     | 1     | 0     | 6     | 0        | .143  | .250     | .214     | .464  |
| 2016      | 中日      | 48    | 55    | 49    | 2     | 8     | 2        | 0        | 0        | 10    | 7     | 0     | 0        | 0     | 2     | 4     | 0     | 0     | 13    | 1        | .163  | .218     | .204     | .422  |
| 2017      | 中日      | 15    | 35    | 35    | 3     | 7     | 2        | 0        | 0        | 9     | 0     | 0     | 0        | 0     | 0     | 0     | 0     | 0     | 5     | 2        | .200  | .200     | .257     | .457  |
| 2018      | 中日      | 8     | 8     | 8     | 0     | 1     | 1        | 0        | 0        | 2     | 1     | 0     | 0        | 0     | 0     | 0     | 0     | 0     | 1     | 0        | .125  | .125     | .250     | .375  |
| NPB：10年 | NPB：10年 | 449   | 920   | 827   | 69    | 185   | 34       | 5        | 9        | 256   | 83    | 1     | 1        | 19    | 7     | 53    | 4     | 14    | 181   | 14       | .224  | .280     | .310     | .589  |

### 年度別守備成績
| 年 度 | 球 団 | 外野  | 外野  | 外野  | 外野  | 外野  | 外野     | 一塁  | 一塁  | 一塁  | 一塁  | 一塁  | 一塁     |
| 年 度 | 球 団 | 試 合 | 刺 殺 | 補 殺 | 失 策 | 併 殺 | 守 備 率 | 試 合 | 刺 殺 | 補 殺 | 失 策 | 併 殺 | 守 備 率 |
| ----- | ----- | ----- | ----- | ----- | ----- | ----- | -------- | ----- | ----- | ----- | ----- | ----- | -------- |
| 2009  | 中日  | 54    | 83    | 1     | 1     | 1     | .983     | -     | -     | -     | -     | -     | -        |
| 2010  | 中日  | 72    | 102   | 5     | 0     | 0     | 1.000    | -     | -     | -     | -     | -     | -        |
| 2011  | 中日  | 49    | 63    | 1     | 0     | 0     | 1.000    | -     | -     | -     | -     | -     | -        |
| 2012  | 中日  | 25    | 26    | 1     | 0     | 0     | 1.000    | -     | -     | -     | -     | -     | -        |
| 2013  | 中日  | 7     | 3     | 0     | 0     | 0     | 1.000    | -     | -     | -     | -     | -     | -        |
| 2014  | 中日  | 12    | 23    | 0     | 1     | 0     | .958     | -     | -     | -     | -     | -     | -        |
| 2015  | 中日  | 3     | 2     | 0     | 0     | 0     | 1.000    | -     | -     | -     | -     | -     | -        |
| 2016  | 中日  | -     | -     | -     | -     | -     | -        | 1     | 3     | 0     | 0     | 1     | 1.000    |
| 2017  | 中日  | 7     | 56    | 3     | 0     | 5     | 1.000    | 1     | 0     | 0     | 1     | 0     | .000     |
| 通算  | 通算  | 229   | 358   | 11    | 2     | 6     | .994     | 2     | 3     | 0     | 1     | 1     | .750     |

### 記録
- 初出場：2009年4月3日、対横浜ベイスターズ1回戦（ナゴヤドーム）、5回表に井上一樹に代わり右翼手で出場
- 初打席：同上、7回裏に三浦大輔から左飛
- 初先発出場：2009年4月4日、対横浜ベイスターズ2回戦（ナゴヤドーム）、6番・右翼手で先発出場
- 初安打・初本塁打・初打点：同上、2回裏にライアン・グリンから右越2ラン
- 初盗塁：2009年5月15日、対横浜ベイスターズ7回戦（ナゴヤドーム）、4回裏に二盗（投手：三浦大輔、捕手：細山田武史）

### 背番号
- 30 （2009年）
- 9 （2010年 - 2013年）
- 31 （2014年 - 2018年）

### 登場曲
- 『伝えたい事がこんなあるのに』INFINITY 16 welcomez 若旦那 from 湘南乃風 & JAY'ED （2010年 - 2011年）
- 『Heavenly Star』元気ロケッツ （2011年）
- 『A Little Less Conversation』エルビス・プレスリー （2012年）
- 『With you』ゆず （2012年途中 - 2013年）
- 『Super Bass』ニッキー・ミナージュ （2014年 - 2018年）
- 『ありがとう』いきものがかり （2018）